# Elliot Page
Elliot Page (Halifax, 21 de febrer de 1987) és un actor canadenc. Havent debutat molt jove, destaca gràcies a la pel·lícula Hard Candy del 2005, i només dos anys més tard, amb Juno obté la consagració internacional. Gràcies a aquesta actuació, és nominat als Oscars en la categoria d'Oscar a la millor actriu. Encara que ha rodat en els blockbusters X-Men: La decisió final i Inception, treballa regularment en films independents de baix pressupost com An American Crime, The Tracey Fragments, Smart People o Whip It!. Elliot Page es descriu a si mateix com a persona trans no-binària i utilitza els pronoms ell i ells (en anglès, he i they).

## Biografia
Fill de Martha Philpotts, professora, i de Dennis Page, dissenyador gràfic, Elliot va créixer a Halifax, la seva ciutat natal, i va ser escolaritzat a Halifax Grammar School fins als deu anys. Després va passar un temps al Queen Elizabeth High School, i és diplomat per l'Escola Shambhala el 2005.
Va passar dos anys a Toronto, Ontario, com a estudiant en el programa Interact al Vaughan Road Academy, amb un amic parent i col·lega, l'actor canadenc Mark Rendall. Quan era jove, sent hiperactiu, a Page li agradava jugar amb figures i grimpar als arbres.

### Començaments precoços

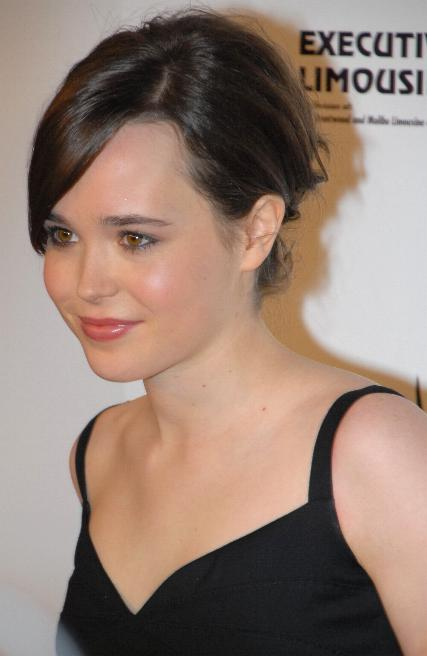
Elliot Page al Hollywood Life Magazine's 7th Annual Breakthrough Awards, el 9 de desembre de 2007

Elliot Page comença la seva carrera d'actor a quatre anys, quan participa en nombroses obres escolars. La seva carrera a la televisió s'inicia el 1997, a deu anys, al telefilm Pit Pony, que serà objecte d'una sèrie de televisió dos anys més tard. La seva actuació li suposa llavors una nominació al Premi Gemini en la categoria «millor actriu».
La seva participació en Pit Pony li va permetre rodar en pel·lícules al Canadà com Marion Bridge, que li suposa el premi ACTRA a la «millor actuació», i Wilby Wonderful, que li val l'Atlantic Film Festival a l'«actuació excepcional per a un actor», seguida d'un paper recurrent en la sèrie de TV Trailer Park Boys.
Obté llavors un premi per a la seva actuació en la sèrie dramàtica ReGenesis, en la qual encarna Lilith, així com per la del telefilm Mrs. Ashboro's Cat el 2004, com a millor actriu en un programa per a nens. Finalment, li atorguen el premi Young Artist a la millor actriu en una sèrie, per a la seva interpretació de Maggie MacLean. Els seus començaments es mostren així marcats pels seus èxits en programes destinats a un públic jove, pel seu talent i la seva aparença juvenil, per la seva edat i la seva petita talla (1,55 m).

### Els primers papers al cinema
En el cinema, apareix a Love That Boy, després a Marion Bridge, premiat amb el Premi a la millor primera pel·lícula canadenca al Festival Internacional de Cinema de Toronto, i on guanya l'ACTRA Maritimes a la millor actriu. Actua llavors al costat de Sandra Oh a la pel·lícula coral Wilby Wonderful , realitzat per Daniel MacIvor, i presentat al festival de Toronto el 2004.

### Beyond: Two Souls
Beyond: Two Souls és un joc que es va posar a la venda l'agost de 2013 i van protagonitzar per Elliot Page (Jodie), Willem Dafoe (Nathan), Eric Winter (Ryan), Kadeem Hardison (Cole) i Caroline Wolfson (Jodie de petita). És un joc el qual té més de 50 finals i pots escollir diverses opcions per arribar a un d'aquests finals. És un joc sentimental amb una història que varia en l'espaitemps i fan que et vagis adonant de les coses. Pot arribar a tenir entre 8 i 10 hores de cinemàtica.

### L'èxit de crítica iHard Candy
Elliot Page apareix als ulls del gran públic mundial encarnant Hayley Stark a la pel·lícula Hard Candy, pel·lícula de suspens psicològic de David Slade presentada al Festival de Sundance 2005, i on aconsegueix un important èxit. En efecte, el seu paper d'adolescent agafant un efebòfil en la seva pròpia trampa, relativament delicat per a un intérpret de la seva edat, contribueix a fer la pel·lícula encara més impressionant del que podia semblar en un principi. Aquest paper li permet rebre els elogis en nombroses crítiques entre les quals USA Today, que qualifica l'actuació del jove com «una de les interpretacions més complexes, pertorbadores i obsessives de l'any».
Així, les portes dels superproduccions li són des d'aleshores obertes, cosa que la condueix a compartir l'anunci de X-Men: La decisió final el 2006, l'episodi de la sèrie realitzat per Brett Ratner, al costat de nombroses estrelles amb la imatge de Hugh Jackman, Famke Janssen o Halle Berry, encarnant Kitty Pryde, anomenada Shadowcat .
Continua sent malgrat tot fidel al cinema independent i aconsegueix excel·lents interpretacions a The Tracey Fragments que és al límit del cinema d'autor i  An American Crime on fa el paper d'una noia maltractada i torturada fins a morir. Aquestes dues pel·lícules tenen un cert èxit de la crítica però una distribució extremadament limitada, ja que només són difoses en els festivals de cinema i després estrenades en molt poques sales i, per tant, disponibles directament en vídeo o quan són emeses per televisió.

### La nominació als Oscars ambJuno

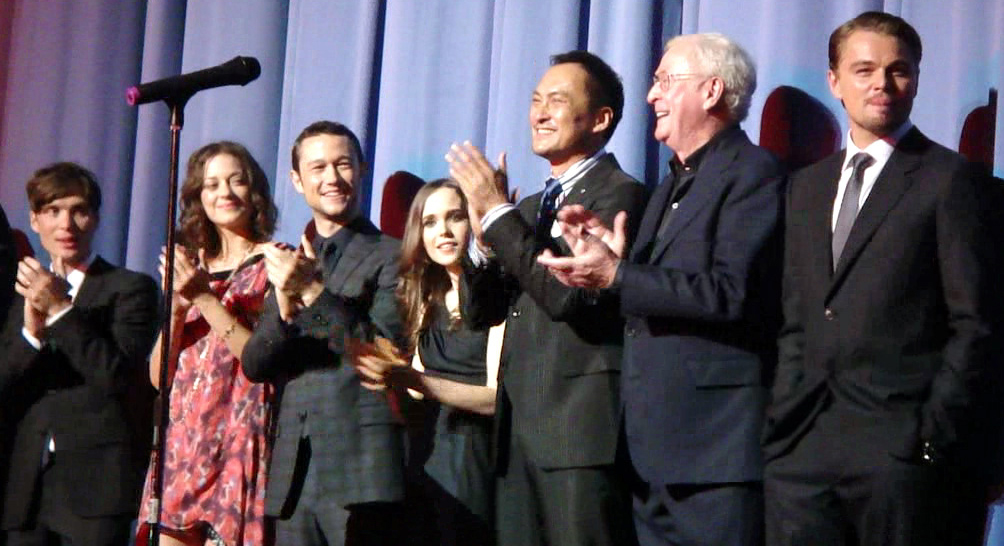
Cillian Murphy, Marion Cotillard, Joseph Gordon-Levitt, Elliot Page, Ken Watanabe, Michael Caine i Leonardo DiCaprio, a l'estrena de la pel·lícula Inception (juliol de 2010)

El 2007 té lloc la seva gran revelació, amb Juno de Jason Reitman, on encarna el personatge homònim, descobrint-lo als ulls del gran públic internacional, com a actor de primera fila. La seva actuació li val nominacions als Globus d'Or, als BAFTA i als Oscars el 2008, en la categoria millor actriu. Obté el juny de 2008 el premi a la millor actriu en els premis MTV movies. Gràcies a aquesta pel·lícula, obté la consagració deu anys després d'haver iniciat la seva carrera.
Es considera feminista i intenta desmarcar-se dels «papers estereotipats per a les adolescents», perquè els jutja «sexistes» i és al costat de Dennis Quaid i Sarah Jessica Parker a Smart People de Noam Murro, en què interpreta una adolescent superdotada i cínica. En la televisió, participa com a invitat en el prestigiós programa humorístic Saturday Night Live. Posa veu al personatge d'Alaska Nebraska en la sèrie d'animació Els Simpson. El 2009, és al cartell de Whip It!, primera pel·lícula realitzada per Drew Barrymore, en què encarna una adolescent perduda que descobreix un univers desconegut: el Roller Derby.
El 2010 és al cartell del thriller Inception, realitzat per Christopher Nolan, on comparteix cartell amb Leonardo DiCaprio i Marion Cotillard (destacar que Elliot Page va ser nominada a l'Oscar a la millor actriu per a Juno  el 2008, any on Cotillard va ser premiada en aquesta mateixa categoria). Aquest paper permet al jove actor, que desitja eludir els papers d'adolescents, encarnar un altre tipus de personatge. La pel·lícula ha obtingut un enorme èxit de públic i crítica.
El mateix any, apareix als crèdits de la pel·lícula Super, de James Gunn, on retroba Rainn Wilson i després de Juno. Comparteix protagonisme amb Liv Tyler, Kevin Bacon i Nathan Fillion i ha rodat a la pel·lícula The Bop Decameron de Woody Allen, que ha canviat el títol per To Rome with Love, estrenat el 2012.

### Diversos
El 2008 va ser citat a les columnes de la revista Time entre les 100 celebritats més influents, i classificà al 61è lloc de la classificació FHM de les 100 dones més sexy del món. Aquell mateix any Entertainment Weekly el col·loca en la seva llista de les futures estrelles de Hollywood.
El 2008 Page, que es descriu com a feminista pro-choice, és una de les 30 celebritats que participa en una sèrie d'anuncis en línia per al U.S. Campaign for Burma, apel·lant al final de la dictadura militar a Birmània.
El 14 de febrer de 2014, en un acte anomenat Time to THRIVE destinat a promoure diversos aspectes dins la comunitat LGBT de Las Vegas, va anunciar que era homosexual davant tota l'audiència, tot afirmant el seu esgotament davant el fet "d'amagar-me i de mentir per omissió".
El 1r de desembre de 2020, Page va declarar que era una persona trans a les seves xarxes socials i va anunciar el canvi de nom a Elliot.

## Filmografia
Cinema
- 2002: Marion Bridge de Wiebke von Carolsfeld: Joanie
- 2002: The Wet Season (curt) de Martha Ferguson: Jocelyn
- 2003: Touch and Go de Scott Simpson: Trish
- 2003: Love That Boy d'Andrea Dorfman: Suzanna
- 2004: Wilby Wonderful de Daniel McIvor: Emily Anderson
- 2005: Mouth To Mouth, d'Alison Murray: Sherry
- 2005: Hard Candy de David Slade: Hayley Stark
- 2006: X-Men: La decisió final de Brett Ratner: Kitty Pryde / Shadowcat
- 2007: An American Crime de Tommy O'Haver: Sylvia Likens
- 2007: The Tracey Fragments de Bruce McDonald: Tracey Berkowitz
- 2007: The Stone Angel de Kari Skogland: Arlene
- 2007: Juno de Jason Reitman: Juno MacGuff
- 2008: Smart People de Noam Murro: Vanessa Wetherhold
- 2009: Vanishing of the Bees, documental de George Langworthy i Miryam Henein: Narradors
- 2009: Whip It! de Drew Barrymore: Bliss Cavendar / Babe Ruthless
- 2010: Peacock (vídeo), de Michael Lander: Maggie
- 2010: 2012: Time for Change, documental de Joao G. Amorim: ella mateixa[19]
- 2010: Inception de Christopher Nolan: Ariane
- 2010: Super de James Gunn: Libby / Boltie
- 2012: To Rome with Love, de Woody Allen: Monica
- 2013: Touchy Feely de Lynn Shelton: Jenny
- 2013: The East, de Zal Batmanglij: Izzy
- 2014: X-Men: Days of Future Past, de Bryan Singer: Kitty Pryde
- 2015: Into the Forest, de Patricia Rozema: Nell
- 2015: Freeheld, de Peter Sollett: Stacie Andree
- 2016: Tallulah, de Sian Heder: Tallulah
- 2016: Window Horses, de Ann Marie Fleming: Kelly (veu)
- 2016: My Life as a Zucchini, de Claude Barras: Rosy (veu)
- 2017: My Days of Mercy: Lucy Moro
- 2017: The Cured, de David Freyne: Abbie
- 2017: Flatliners: Courtney Holmes[20]

Televisió

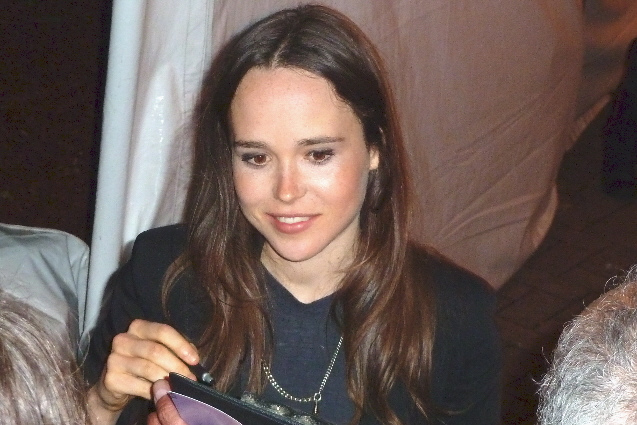
Elliot Page a l'estrena de Super al festival de Toronto (2010)

- 1997: Pit Pony d'Eric Till: Maggie Maclean
- 2003: Mrs. Ashboro's Cat de Don McBrearty: Natalie Merritt
- 2003: Harvard: The Liz Murray Story de Peter Levin: Lisa, de jove
- 2003: Going for Broke de Graeme Campbell: Jennifer
- 2004: I Downloaded a Ghost de Kelly Sandefur: Stella Blackstone
- 2011: Tilda, de Bill Condon: Carolyn

Sèries
- 1999: Pit Pony: Maggie MacLean, 29 episodis
- 2001: Trailer Park Boys Treena Lahey, 5 episodis[n 1]
- 2002: Rideau Hall: Helene , 1 episodi
- 2004: ReGenesis: Lilith Sandstrom, 8 episodis
- 2008: Saturday Night Live: Ella mateixa/ personatges variats,[21] 1 episodi
- 2009: The Simpsons: Alaska Nebraska (veu), 1 episodi
- 2011: Glenn Martin DDS: Robot Assistant, 1 episodi
- 2012: Family Guy: Lindsey, 1 episodi
- 2019: The Umbrella Academy: Vanya Hargreeves, 30 episodis

Videojocs
- 2013: Beyond: Two Souls: Jodie Holmes

## Premis i nominacions
Nominacions
- 2008. Oscar a la millor actriu per Juno
- 2008. Globus d'Or a la millor actriu musical o còmica per Juno
- 2008. BAFTA a la millor actriu per Juno